# Красовка (Тернопольская область)
Красовка (укр. Красівка) — село в Великогаевской сельской общине Тернопольского района Тернопольской области Украины.
Население по переписи 2001 года составляло 414 человек. Почтовый индекс — 47714. Телефонный код — 352.